# Nour (restaurang)

Nour är en restaurang på Norrlandsgatan 24 på Norrmalm i Stockholm.
Restaurangen ingår i Stureplansgruppen och öppnades 2020 under ledning av Sayan Isaksson. Den är uppkallad efter Isakssons dotter och betyder ljus på arabiska. Menyn präglas av det nordisk-japanska köket. Restaurangen har plats för 26 sittande som serveras avsmakningsmenyer. 
Nour tilldelades en stjärna i 2022 års upplaga av Guide Michelin.